# Ceremonia de clausura de los Juegos Panamericanos de 2019
La Ceremonia de Clausura de los Juegos Panamericanos de 2019 se llevó a cabo el domingo 11 de agosto de 2019, en el Estadio Nacional del Perú en Lima, Perú. La producción de la ceremonia de los Juegos estuvo a cargo de la empresa italiana Balich Worldwide Shows.

Las entradas para la ceremonia costaron entre S/. 20 a S/. 400, las cuales se agotaron rápidamente vía web. La ceremonia de clausura tuvo a las danzas peruanas como protagonistas y Gian Marco fue el número estelar de la ceremonia. El vestuario estuvo a cargo de Pepe Corzo, quien ha supervisado la creación de 1000 trajes vistosos, prometió llamar la atención, como ocurrió ya en la gala inaugural.

## Convocatoria
El Comité Organizador de los Juegos Lima 2019 lanzó a fines de marzo una convocatoria denominada "Talento Artístico", para reclutar al cuerpo de voluntarios de baile y figurantes de las 4 ceremonias de los Juegos Lima 2019.
Para el 27 de abril de 2019 se habían inscrito a través de la página web oficial, más de 10 000 postulantes, cuyos únicos requisitos era:
- Ser aficionados al arte y la cultura.
- Ser mayores de 16 años cumplidos.
- Ser personas muy apasionadas.

Los talentos artísticos tienen perfiles y habilidades diversas, desde actores, acróbatas y bailarines hasta personas con habilidades específicas como parkour, zancos y cajoneros, todos comprometidos con el nivel de entusiasmo y energía que requerirá Lima 2019.

Se apunta ahora a seleccionar entre 2500 a 3000 artistas voluntarios que estarán en el Estadio Nacional , bailando como parte de las coreografías o apoyando en la producción del evento.
Los artistas participarán en las Ceremonias de Inauguración y/o Clausura de los Juegos Panamericanos y Parapanamericanos Lima 2019 directamente en el escenario. Las audiciones y convocatoria estuvieron a cargo de la misma Vania Masías, Directora de Coreografía de las Ceremonias, y representantes de Balich WorldWide Shows, empresa italiana líder en la industria de entretenimiento que ha realizado las Ceremonias Olímpicas de los Juegos Olímpicos de Torino 2006, Sochi 2014 y la de Río 2016.
Los voluntarios seleccionados fueron capacitados durante tres meses por Balich Worldwide Shows, y recibieron clases junto a 150 bailarines profesionales y 13 coreógrafos nacionales, liderados por Vania Masías como directora de coreografía. El Ballet Nacional y el Elenco Nacional de Folclore participarán, respectivamente en las ceremonias de inauguración  y/o Clausura de los Juegos Panamericanos y Parapanamericanos Lima 2019. Es una producción de nivel internacional, que marca la clausura oficialmente de los Juegos Panamericanos Lima 2019.

## Santiago 2023
La presentación de Santiago 2023 contó con la participación de la cantante chilena Francisca Valenzuela y los bailarines de Power Peralta. Aparte el Alcalde de Lima, Jorge Muñoz Wells, quién entregó la bandera al Presidente de Chile Sebastián Piñera.

## Ceremonia
Las danzas del país, los pueblos originarios, la cultura, la geografía, el arte nacional y un espectacular juego de fuegos artificiales describieron la ceremonia de clausura de los Juegos Panamericanos de Lima 2019, el domingo 11 de agosto, con la participación de unos 1.700 artistas, entre bailarines, acróbatas y músicos, estuvo la presencia de Gian Marco y la dj peruana Shushupe, entre otros artistas nacionales. Por otro lado Francisca Valenzuela y el dúo Power Peralta estuvieron a cargo de la bienvenida a Chile, país que será sede de la próxima edición de los Juegos Panamericanos Santiago 2023.

La ceremonia estuvo a cargo del director creativo Nikos Lagousakos, del equipo de Producción de Lima 2019 y la  empresa italiana Balich WorldWide Shows.
El show de clausura de los Juegos Panamericanos de 2019 inició a las 19.00 horas (hora peruana) tuvo una duración aproximada de dos horas. El evento inició con la entonación del Himno Nacional del Perú mientras se izaba el pabellón nacional, seguidamente por el llano del Estadio Nacional empezaron a desfilar las diversas delegaciones de los 41 países que compitieron en los Juegos Panamericanos de Lima 2019, bajo el ambiente musical a cargo de la DJ Shushupe; la delegación peruana encabezó el pelotón de atletas con las medallas obtenidas en los Juegos, Gladys Tejeda fue encargada de llevar el estandarte peruano recibiendo el aplauso y cariño del público presente. 

Concluido el desfile de despedida de los 6,489 atletas de 41 países con sus respectivos embanderados, lanzaron un vídeo recordando varios momentos durante el desarrollo de los Juegos Panamericanos, 63 artistas entraron en escena y representaron rituales, combate y vida diaria de la cultura Moche en dos huacos gigantes que recorrieron el escenario. Michell Cáceres, reconocido bailarín peruano, participó de la danza en medio de varias y amplias plataformas puestas en el escenario.
Seguidamente empezó una coreografía bajo el ambiente del folclore andino, un mundo colorido de arpilleras es creado en un escenario por artistas usando una variedad de accesorios de tela y con ellas, un grupo de personajes tejidos a mano aparecen, tratando de averiguar dónde están, al son de un charango. Luego vino la música que transportó a todos los asistentes y espectadores a realizar un viaje por el Perú, al ritmo de festejo en representación a Ica, para luego entrar en escena en representación a Puno varios danzantes de la diablada puneña, tras el festivo baile, ingresa en uno de las plataformas danzantes en alusión a la amazonia peruana especialmente a los tulumayos de Tingo María, por el otro lado ingresan un gran número de danzantes bailando huayno por parte de Cuzco y realizan una amplia coreografía, seguidamente entra a escena varios danzantes de tijeras en efigie a Huancavelica y Ayacucho, concluida la danza se dio entrada a bailarines de Huaylarsh en representación a Huancayo.
Finalmente entran en escena a una gran coreografía conformada por todos los bailarines ya mencionados, en medio de saltos y aplausos concluye la denominada "Danza de la Diversidad", mientras que el público se pone de pie y a ritmo gritan "Perú" constantemente. 

Francisco Varela, fundador y director del Ballet Folclórico Nacional del Perú, que acaba de conmemorar sus 10 años de fundación, fue el encargado de plasmar en el escenario y coreografiar a 539 bailarines, a través de un refinado y efervescente despliegue coreográfico, los elementos más preciados de las raíces culturales del país durante la ceremonia de clausura. El diseño de vestuario y utilería estuvo a cargo de Pepe Corzo, que supervisó la creación de 1,000 trajes. La dirección musical fue de Lucho Quequezana. 

Concluida la "Danza de la Diversidad", la joven cantautora peruana Naysha Montes fue la encargada de tocar con un charango, música en la que simbolizó el nuevo futuro forjado en la sabiduría de la tradición.
Luego se dio paso al discurso del Presidente del Comité Organizador de los Juegos Panamericanos Lima 2019 Carlos Neuhaus y al Presidente de Panam Sport Neven Ilic:

"Querido Perú, ya jugamos todos y esta noche celebramos todos, celebramos los increíbles logros conseguidos por estos notables atletas su fuerza, su velocidad, su habilidad, su coraje, ambición y empeño, su humildad en la victoria y su dignidad en la derrota; atletas de América nos han mostrado como vivir y competir con los valores del olimpismo, amistad, excelencia y respeto. Queridos atletas ustedes nos han inspirad, gracias esta noche celebramos a Lima, la nueva capital del deporte de América; con sedes deportivas dignas de los atletas más grandes del mundo y listas para servir a los jóvenes ciudadanos del Perú. Los futuros campeones del deporte y la vida, nuestra generación de oro, a todos los que nos ayudaron a lograr esta trasformación, desde mi equipo y Panam Sports hasta las fuerzas armadas y policías y a nuestros maravillosos voluntarios, gracias; ustedes hacen que nos sintamos orgullosos y esta noche celebramos un futuro lleno de posibilidades para el Perú, cuando los atletas más grandes vinieron, cuando los ojos del mundo nos vieron, el Perú estuvo listo. Les dimos una calurosa bienvenida con orgullo y alegría sin importar la nacionalidad y la cultura, ciudadanos peruanos aprendimos algo sobre nosotros en nuestras últimas semanas, aprendimos sobre el poder del deporte para inspirar a nuestras comunidades, a iniciar una trasformación capaz de cambiarnos la vida, aprendimos sobre lo que podemos lograr juntos cuando la ambición y la unión se encuentran; así que queridos peruanos, muchas gracias a todos, estos fueron sus juegos, este será su legado, vamos Perú, sigamos jugando"
Carlos Neuhaus, Presidente del Comité Organizador de los Juegos Lima 2019; en la Ceremonia de Clausura de los Juegos Panamericanos Lima 2019

Seguidamente se dio uso de palabra a Neven Ilic:

"Llegó el duro momento de partir y la verdad que es difícil encontrar las palabras que puedan expresar lo que hoy sentimos por esta maravillosa tierra, nos vamos con el corazón llenos de admiración y cariño por como ustedes nos trataron, como nos abrieron las puertas, como nos hicieron sentir como en casa y estos juegos panamericanos de Lima 2019 han abierto una nueva página en la historia de nuestra institución, una nueva página en la historia de los Juegos Panamericanos y del deporte de América, todo lo hicieron bien, cuando partimos hace 15 días soñábamos con tener unos grandes juegos panamericanos; hoy les digo fue una gran realidad, tuvimos los más grandes Juegos Panamericanos de la historia de los Juegos Panamericanos, quiero decirles también como extranjero en este pueblo maravilloso que les agradezco y todos los que vinimos a esta fiesta les agradecemos de como nos trataron, son un pueblo maravilloso, gentil, amable, nos abrieron las puertas, nos trataron muy bien; estuvimos orgullosos de tener los Juegos Panamericanos en Lima, fantástico país, admiren a su país, siéntanse felices porque hicieron los más grandes juegos. 

Dijimos en nuestro lema que todos tenían que ser parte de esta historia y quiero dedicarle, mi admiración y unas palabras a cada uno porque esto no fue fácil, esto fue una tarea para un país fantástico como ustedes, pero todos fueron parte; quiero agradecerle desde la persona más simple hasta las que hicieron las labores más difíciles, a las personas que mantuvieron los estadios siempre impecables, a las personas que estuvieron a cargo de los deportes, a la gente que nos trasportó, a la policía, todos fueron parte de esta historia y para qué decir a los voluntarios, los voluntarios se robaron la fiesta; el mensaje de todos nosotros hacia ustedes es gracias, siempre nos recibieron con una cara amable, siempre con un buenos días, un hasta luego, ustedes hicieron la fiesta agradable para todos, cuando hablamos aquí hace 15 días les dije que su misión era hacernos sentir en casa y nos hicieron sentir en casa y en una casa maravillosa como fue este Lima 2019 [...] Los deportistas peruanos cumplieron, y la mejor hinchada del mundo también cumplió porque llenó los estadios. Gracias por haber hecho de esta fiesta una fiesta completa [...] Hoy nos vamos, pero los Juegos Panamericanos no solo son una fiesta de 15 días, el Perú se queda con uno de los mejores legados de la historia de unos juegos y hoy día el Perú se queda con una oportunidad, una gran oportunidad de seguir creciendo, no existen ya justificaciones, el Perú tiene grandes deportistas y una gran infraestructura y hoy día se puede empezar a escribir una nueva página de un deporte glorioso, de un Perú fantástico, sigan trabajando porque hoy día el Perú abre una página nueva de éxitos para siempre, de un Perú que tiene un deporte maravilloso con deportistas increíbles. Los Juegos Panamericanos aun no terminan y Panam Sport aun no termina de cerrar el medallero y por eso tenemos dos medallas de oro que aun no han sido entregadas y esas dos medallas de oro son a la nueva generación del deporte peruano y quiero invitar a este escenario a Ariana Baltazar y a Carlos Nano Fernández, los deportistas del futuro, del futuro del deporte peruano a que reciban las últimas dos medallas de oro [...] Muchas gracias Perú, grande Perú, cumplieron con todo, fue un honor para nosotros hacer los Juegos Panamericanos en Lima 2019. Hasta siempre. 

Con mucha pena y con gran satisfacción hoy 11 de agosto del 2019, declaro formalmente clausurados los décimo octavos Juegos Panamericanos Lima 2019 y los dejo cordialmente invitados a los próximos juegos panamericanos de Santiago 2023, gracias Perú."
Neven Ilic, Presidente de Panam Sports; en la Ceremonia de Clausura de los Juegos Panamericanos Lima 2019

Concluidas las palabras de agradecimientos de Carlos Neuhaus y Neven Ilic, se entonó el himno de Panam Sports e inició la ceremonia de entrega de la bandera de Panam Sports , por ello Jorge Muñoz Wells, alcalde de Lima, entrega la bandera a Neven Ilic, presidente de Panam Sports, para que se la confié a Sebastián Piñera, presidente de la República de Chile; sede de los próximos juegos panamericanos Santiago 2023. Luego se entono el Himno Nacional de Chile y Alejandra Ramírez fue la responsable de entonar en el Estadio Nacional el himno. Power Peralta abrió la participación chilena en la ceremonia de clausura, como parte de la posta que le da Lima a Santiago como el próximo anfitrión de este evento, con el tema "Fuego de campeones" junto a una banda de bailarines al ritmo urbano del evento. Francisca Valenzuela salió al escenario una vez culminada la presentación de luego de Power Peralta; la cantante chilena de pop-rock, ofreció un recital frente al público peruano con sus temas "Héroe", una canción pop que acaba de lanzar hace tres semanas antes, y "Al final del mundo", en el que sorprendió con un espectacular y talentoso solo de piano en medio de sus ocho bailarines, seguido se realizó una coreografía entre ambos artistas chilenos mencionados, mientras se realizaban un juego de luces en el estadio y en las plataformas, culminando con el logotipo de Santiago 2023.
Antes de dar paso para que Gian Marco cierre con los Juegos Panamericanos Lima 2019, los espectadores quedaron sorprendidos con "Adiós Lima", la canción que compuso Lucho Quequezana para despedirse de los 6,489 atletas, el tema de sirvió para representar la extinción de la llama panamericana mediante una escena delicada de cortejo y seducción, en una interpretación moderna del baile de la Marinera; en ella se cuenta una historia de amor narrada por dos campeones de marinera (no tradicional), sino una inspiración al ritmo de marinera para contar la historia. Culminando la melodía melancólica la bailarina sopla su pañuelo, mientras se proyectaba una mujer soplando su pañuelo simultáneamente, a su vez la llama se extinguía; reapareciendo sobre ellos trasformado en un candelabro brillante lista para regresar en 4 años en Santiago 2023, mientras que los bailarines se alejaban poco a poco, culminando la escenificación. Seguido se proyecto un homenaje en las plataformas a la amazonia peruana, con imágenes y sonidos ambientales.
Después se anuncia el ingreso Gian Marco quien inició su presentación acompañado del Ballet Folclórico Nacional interpretó algunos de sus éxitos como "Lejos de ti", "Sácala a bailar" y "Hoy", desatando con este último una ovación y aplausos de todo el público presente en el recinto deportivo, cerrando su interpretación cuando a capela cantó "Contigo Perú", el tema de Augusto Polo Campos que causó emoción entre el público asistente, cerrando con un gran espectáculo de fuegos artificiales.
Para las 21:00 horas (hora peruana) empieza la fiesta con DJ Shushupe, al cual entran bailarines y todos los atletas a bailar en el centro del estadio; entre ellos Milco, la mascota de los Juegos Lima 2019.